# Venezuela a 2004. évi nyári olimpiai játékokon
Venezuela a görögországi Athénban megrendezett 2004. évi nyári olimpiai játékok egyik részt vevő nemzete volt. Az országot az olimpián 15 sportágban 48 sportoló képviselte, akik összesen 2 érmet szereztek.

## Érmesek
| Érem  | Versenyző         | Sportág    | Versenyszám   |
| ----- | ----------------- | ---------- | ------------- |
| Bronz | Israel José Rubio | Súlyemelés | Férfi 62 kg   |
| Bronz | Adriana Carmona   | Taekwondo  | Női nehézsúly |

## Asztalitenisz
Női
| Versenyző                   | Versenyszám | 64-es főtábla                                                                                   | 48-as főtábla                                                          | 32-es főtábla     | Nyolcaddöntő      | Negyeddöntő       | Elődöntő          | Döntő             | Helyezés |
| Versenyző                   | Versenyszám | Ellenfél Eredmény                                                                               | Ellenfél Eredmény                                                      | Ellenfél Eredmény | Ellenfél Eredmény | Ellenfél Eredmény | Ellenfél Eredmény | Ellenfél Eredmény | Helyezés |
| --------------------------- | ----------- | ----------------------------------------------------------------------------------------------- | ---------------------------------------------------------------------- | ----------------- | ----------------- | ----------------- | ----------------- | ----------------- | -------- |
| Fabiola Ramos               | Egyes       | Laura Negrisoli (ITA) · 9-11, 5-11, 6-11, 11-8, 3-11                                            | kiesett                                                                | kiesett           | kiesett           | kiesett           | kiesett           | kiesett           | 49.      |
| Luisana Pérez Fabiola Ramos | Páros       | Chile (CHI) · Berta Rodríguez · María Paulina Vega · 12-14, 11-8, 6-11, 11-7, 11-13, 11-5, 11-7 | Egyesült Államok (USA) · Tawny Banh · Gao Jun · 3-11, 4-11, 6-11, 6-11 | kiesett           | kiesett           | kiesett           | kiesett           | kiesett           | 25.      |

## Atlétika
Férfi
| Versenyző       | Versenyszám | Előfutam | Előfutam | Előfutam | Elődöntő | Elődöntő | Elődöntő | Döntő         | Döntő         |
| Versenyző       | Versenyszám | Idő      | Hely.    | Össz.    | Idő      | Hely.    | Össz.    | Idő           | Helyezés      |
| --------------- | ----------- | -------- | -------- | -------- | -------- | -------- | -------- | ------------- | ------------- |
| Luis Luna       | 400 m       | 47,92    | 6.       | 49.      | kiesett  | kiesett  | kiesett  | kiesett       | kiesett       |
| Freddy González | 5000 m      | 13:42,44 | 13.      | 28.      |          |          |          | kiesett       | kiesett       |
| Luis Fonseca    | Maraton     |          |          |          |          |          |          | nem ért célba | nem ért célba |

| Versenyző        | Versenyszám   | Selejtező | Selejtező | Döntő    | Döntő    |
| Versenyző        | Versenyszám   | Eredmény  | Helyezés  | Eredmény | Helyezés |
| ---------------- | ------------- | --------- | --------- | -------- | -------- |
| Víctor Castillo  | Távolugrás    | 798 cm    | 15.       | kiesett  | kiesett  |
| Manuel Fuenmayor | Gerelyhajítás | 72,26 m   | 30.       | kiesett  | kiesett  |

## Birkózás

### Férfi
Kötöttfogású
| Versenyző      | Versenyszám | Csoportkör                                                                  | Csoportkör | Negyeddöntő       | Elődöntő          | Bronz- mérkőzés   | Döntő             | Helyezés |
| Versenyző      | Versenyszám | Ellenfél Eredmény                                                           | Hely.      | Ellenfél Eredmény | Ellenfél Eredmény | Ellenfél Eredmény | Ellenfél Eredmény | Helyezés |
| -------------- | ----------- | --------------------------------------------------------------------------- | ---------- | ----------------- | ----------------- | ----------------- | ----------------- | -------- |
| Rafael Barreno | 120 kg      | A csoport · Yannick Szczepaniak (FRA) · 0-10 · Hajkaz Galsztjan (ARM) · 3-9 | 3.         | kiesett           | kiesett           | kiesett           | kiesett           | 16.      |

### Női
Szabadfogású
| Versenyző      | Versenyszám | Csoportkör                                                                                    | Csoportkör | Elődöntő          | Bronz- mérkőzés   | Döntő             | Helyezés |
| Versenyző      | Versenyszám | Ellenfél Eredmény                                                                             | Hely.      | Ellenfél Eredmény | Ellenfél Eredmény | Ellenfél Eredmény | Helyezés |
| -------------- | ----------- | --------------------------------------------------------------------------------------------- | ---------- | ----------------- | ----------------- | ----------------- | -------- |
| Mayelis Caripa | 48 kg       | D csoport · Patricia Miranda (USA) · 1-11 · Lorisza Oorzsak (RUS) · 0-7 · Li Huj (CHN) · 0-10 | 4.         | kiesett           | kiesett           | kiesett           | 12.      |

## Cselgáncs
Férfi
| Versenyző             | Versenyszám | Selejtező         | 32-es főtábla                           | Nyolcaddöntő      | Negyeddöntő       | Elődöntő          | Vigaszág első kör                       | Vigaszág negyeddöntő        | Vigaszág elődöntő | Bronz- mérkőzés   | Döntő             | Helyezés    |
| Versenyző             | Versenyszám | Ellenfél Eredmény | Ellenfél Eredmény                       | Ellenfél Eredmény | Ellenfél Eredmény | Ellenfél Eredmény | Ellenfél Eredmény                       | Ellenfél Eredmény           | Ellenfél Eredmény | Ellenfél Eredmény | Ellenfél Eredmény | Helyezés    |
| --------------------- | ----------- | ----------------- | --------------------------------------- | ----------------- | ----------------- | ----------------- | --------------------------------------- | --------------------------- | ----------------- | ----------------- | ----------------- | ----------- |
| Reiver Alvarenga      | Légsúly     |                   | Benjamin Darbelet (FRA) · 0002-0010     | kiesett           | kiesett           | kiesett           |                                         |                             |                   |                   |                   | helyezetlen |
| Ludwig Ortíz          | Harmatsúly  |                   | Yordanis Arencibia (CUB) · 0010-0101    |                   |                   |                   | Heath Young (AUS) · 1000-0000           | João Pina (POR) · 0001-0030 | kiesett           | kiesett           |                   | helyezetlen |
| Richard León          | Könnyűsúly  |                   | Victor Bivol (MDA) · 0000-1001          |                   |                   |                   | Hámed Malek Mohammadi (IRI) · 0000-1010 | kiesett                     | kiesett           | kiesett           |                   | helyezetlen |
| José Gregorio Camacho | Középsúly   |                   | Eduardo Costa (ARG) · 0000-1101         | kiesett           | kiesett           | kiesett           |                                         |                             |                   |                   |                   | helyezetlen |
| Leonel Ruíz           | Nehézsúly   |                   | Harálambosz Papaioánu (GRE) · 0000-1010 | kiesett           | kiesett           | kiesett           |                                         |                             |                   |                   |                   | helyezetlen |

Női
| Versenyző            | Versenyszám  | Selejtező                            | Nyolcaddöntő                         | Negyeddöntő                     | Elődöntő          | Vigaszág első kör | Vigaszág negyeddöntő            | Vigaszág elődöntő                   | Bronz- mérkőzés   | Döntő             | Helyezés    |
| Versenyző            | Versenyszám  | Ellenfél Eredmény                    | Ellenfél Eredmény                    | Ellenfél Eredmény               | Ellenfél Eredmény | Ellenfél Eredmény | Ellenfél Eredmény               | Ellenfél Eredmény                   | Ellenfél Eredmény | Ellenfél Eredmény | Helyezés    |
| -------------------- | ------------ | ------------------------------------ | ------------------------------------ | ------------------------------- | ----------------- | ----------------- | ------------------------------- | ----------------------------------- | ----------------- | ----------------- | ----------- |
| Flor Velázquez       | Harmatsúly   |                                      | Georgina Singleton (GBR) · 0000-0010 | kiesett                         | kiesett           |                   |                                 |                                     |                   |                   | helyezetlen |
| Rudymar Fleming      | Könnyűsúly   | Kuszakabe Kie (JPN) · 0000-1000      | kiesett                              | kiesett                         | kiesett           |                   |                                 |                                     |                   |                   | helyezetlen |
| Keivi Mayerlin Pinto | Félnehézsúly | Sisilia Rasokisoki (FIJ) · 0021-0000 | Anno Noriko (JPN) · 0000-1011        |                                 |                   |                   | Lucia Morico (ITA) · 0000-1001  | kiesett                             | kiesett           |                   | helyezetlen |
| Giovanna Blanco      | Nehézsúly    |                                      | Eva Bisséni (FRA) · 0002-0000        | Daima Beltrán (CUB) · 0000-1001 |                   |                   | Karina Bryant (GBR) · 0111-0020 | Inszáf el-Jahjávi (TUN) · 0000-1012 | kiesett           |                   | 7.          |

## Kerékpározás

### Országúti kerékpározás
Férfi
| Versenyző       | Versenyszám   | Idő             | Helyezés      |
| --------------- | ------------- | --------------- | ------------- |
| José Chacón     | Mezőnyverseny | nem ért célba   | nem ért célba |
| Unai Etxebarría | Mezőnyverseny | 5:41:56 (+0:12) | 34.           |

### Pálya-kerékpározás
Sprintversenyek
| Versenyző       | Versenyszám       | Selejtező | Selejtező | 1. forduló                      | Vigaszág               | Vigaszág | 9–12. helyért          | 9–12. helyért | Negyeddöntő                             | 5–8. helyért                                                                         | 5–8. helyért | Elődöntő             | Döntő                | Helyezés |
| Versenyző       | Versenyszám       | Idő       | Hely.     | Ellenfél Győztes idő            | Ellenfelek Győztes idő | Hely.    | Ellenfelek Győztes idő | Hely.         | Ellenfél Győztes idő                    | Ellenfelek Győztes idő                                                               | Hely.        | Ellenfél Győztes idő | Ellenfél Győztes idő | Helyezés |
| --------------- | ----------------- | --------- | --------- | ------------------------------- | ---------------------- | -------- | ---------------------- | ------------- | --------------------------------------- | ------------------------------------------------------------------------------------ | ------------ | -------------------- | -------------------- | -------- |
| Daniela Larreal | Női egyéni sprint | 11,597    | 8.        | Yvonne Hijgenaar (NED) · 11,849 |                        |          |                        |               | Lori-Ann Muenzer (CAN) · 12,064, 11,888 | Natallja Cilinszkaja (BLR) · Katrin Meinke (GER) · Simona Krupeckaitė (LTU) · 12,457 | 3.           |                      |                      | 8.       |

## Műugrás
Férfi
| Versenyző    | Versenyszám    | Selejtező | Selejtező | Elődöntő | Elődöntő | Döntő   | Döntő    |
| Versenyző    | Versenyszám    | Pont      | Helyezés  | Pont     | Helyezés | Pont    | Helyezés |
| ------------ | -------------- | --------- | --------- | -------- | -------- | ------- | -------- |
| Ramón Fumadó | Egyéni műugrás | 410,97    | 14.       | 605,79   | 17.      | kiesett | kiesett  |

## Ökölvívás
| Versenyző          | Versenyszám  | Selejtező                      | Nyolcaddöntő                        | Negyeddöntő                 | Elődöntő          | Döntő             | Helyezés |
| Versenyző          | Versenyszám  | Ellenfél Eredmény              | Ellenfél Eredmény                   | Ellenfél Eredmény           | Ellenfél Eredmény | Ellenfél Eredmény | Helyezés |
| ------------------ | ------------ | ------------------------------ | ----------------------------------- | --------------------------- | ----------------- | ----------------- | -------- |
| Miguel Miranda     | Papírsúly    | Yan Barthelemí (CUB) · RSC     | kiesett                             | kiesett                     | kiesett           | kiesett           | 17.      |
| Jonny Mendoza      | Légsúly      |                                | Paulus Ambunda (NAM) · 19-39        | kiesett                     | kiesett           | kiesett           | 9.       |
| Alexander Espinoza | Harmatsúly   |                                | Andrew Kooner (CAN) · 20-37         | kiesett                     | kiesett           | kiesett           | 9.       |
| Patriz López       | Kisváltósúly | Michele Di Rocco (ITA) · 30-37 | kiesett                             | kiesett                     | kiesett           | kiesett           | 17.      |
| Jean Prada         | Váltósúly    | Sherzod Khusanov (UZB) · 20-33 | kiesett                             | kiesett                     | kiesett           | kiesett           | 17.      |
| Edgar Muñoz        | Félnehézsúly | Marijo Šivolija (CRO) · 31-23  | Mahamed Ariphadzsijev (BLR) · 10-18 | kiesett                     | kiesett           | kiesett           | 9.       |
| Wilmer Vásquez     | Nehézsúly    |                                | Etrugrul Ergezen (TUR) · WO         | Odlanier Solís (CUB) · 4-24 | kiesett           | kiesett           | 5.       |

WO - ellenfél nélkül

RSC - a játékvezető megállította a mérkőzést

## Sportlövészet
Női
| Versenyző      | Versenyszám   | Selejtező | Selejtező | Döntő   | Döntő    |
| Versenyző      | Versenyszám   | Pont      | Helyezés  | Pont    | Helyezés |
| -------------- | ------------- | --------- | --------- | ------- | -------- |
| Francis Gorrin | Légpisztoly   | 358       | 41.       | kiesett | kiesett  |
| Francis Gorrin | Sportpisztoly | 534       | 37.       | kiesett | kiesett  |

## Súlyemelés
Férfi
| Versenyző         | Versenyszám | Szakítás | Szakítás | Lökés    | Lökés    | Összesen | Helyezés |
| Versenyző         | Versenyszám | Eredmény | Helyezés | Eredmény | Helyezés | Összesen | Helyezés |
| ----------------- | ----------- | -------- | -------- | -------- | -------- | -------- | -------- |
| Israel José Rubio | 62 kg       | 132,5    | 6.*      | 162,5    | 3.       | 295,0    |          |
| Octavio Mejías    | 77 kg       | 155,0    | 11.***   | 187,5    | 12.*     | 342,5    | 12.      |
| Julio César Luna  | 94 kg       | 170,0    | 12.*     | 220,0    | 1.**     | 390,0    | 5.       |

* - egy másik versenyzővel azonos eredményt ért el

** - három másik versenyzővel azonos eredményt ért el

*** - öt másik versenyzővel azonos eredményt ért el

## Taekwondo
Férfi
| Versenyző    | Versenyszám | Nyolcaddöntő                      | Negyeddöntő       | Elődöntő          | Vigaszág negyeddöntő | Vigaszág elődöntő | Bronz- mérkőzés   | Döntő             | Helyezés |
| Versenyző    | Versenyszám | Ellenfél Eredmény                 | Ellenfél Eredmény | Ellenfél Eredmény | Ellenfél Eredmény    | Ellenfél Eredmény | Ellenfél Eredmény | Ellenfél Eredmény | Helyezés |
| ------------ | ----------- | --------------------------------- | ----------------- | ----------------- | -------------------- | ----------------- | ----------------- | ----------------- | -------- |
| Luis García  | Pehelysúly  | Diogo da Silva (BRA) · 5-6        | kiesett           | kiesett           |                      |                   |                   |                   | 11.      |
| Luis Noguera | Nehézsúly   | Abd el-Káder ez-Zrúri (MAR) · 5-8 | kiesett           | kiesett           |                      |                   |                   |                   | 11.      |

Női
| Versenyző       | Versenyszám | Nyolcaddöntő                    | Negyeddöntő               | Elődöntő          | Vigaszág negyeddöntő       | Vigaszág elődöntő         | Bronz- mérkőzés               | Döntő             | Helyezés |
| Versenyző       | Versenyszám | Ellenfél Eredmény               | Ellenfél Eredmény         | Ellenfél Eredmény | Ellenfél Eredmény          | Ellenfél Eredmény         | Ellenfél Eredmény             | Ellenfél Eredmény | Helyezés |
| --------------- | ----------- | ------------------------------- | ------------------------- | ----------------- | -------------------------- | ------------------------- | ----------------------------- | ----------------- | -------- |
| Dalia Contreras | Légsúly     | Maya Arusi (ISR) · 5-1          | Gonda Ivett (CAN) · 2-3   | kiesett           |                            |                           |                               |                   | 8.       |
| Adriana Carmona | Nehézsúly   | Sarah Stevenson (GBR) · 8-8 SUP | Csen Csung-ho (CHN) · 5-7 |                   | Okamoto Joriko (JPN) · 5-2 | Nádín Daváni (JOR) · 11-8 | Natália Falavigna (BRA) · 7-4 |                   |          |

SUP - döntő fölény

## Tenisz
Női
| Versenyző          | Versenyszám | 64-es főtábla                | 32-es főtábla                  | Nyolcaddöntő      | Negyeddöntő       | Elődöntő          | Bronz- mérkőzés   | Döntő             | Helyezés |
| Versenyző          | Versenyszám | Ellenfél Eredmény            | Ellenfél Eredmény              | Ellenfél Eredmény | Ellenfél Eredmény | Ellenfél Eredmény | Ellenfél Eredmény | Ellenfél Eredmény | Helyezés |
| ------------------ | ----------- | ---------------------------- | ------------------------------ | ----------------- | ----------------- | ----------------- | ----------------- | ----------------- | -------- |
| Maria Vento-Kabchi | Egyes       | Anne Kremer (LUX) · 6-3, 6-4 | Justine Henin (BEL) · 2-6, 1-6 | kiesett           | kiesett           | kiesett           | kiesett           | kiesett           | 17.      |

## Triatlon
| Versenyző         | Versenyszám | 1,5 km úszás | 1,5 km úszás | 40 km kerékpározás | 40 km kerékpározás | 10 km futás | 10 km futás | Összesítés | Összesítés |
| Versenyző         | Versenyszám | Idő          | Hely.        | Idő                | Hely.              | Idő         | Hely.       | Idő        | Helyezés   |
| ----------------- | ----------- | ------------ | ------------ | ------------------ | ------------------ | ----------- | ----------- | ---------- | ---------- |
| Gilberto González | Férfi       | 18:24        | 39.          | 1:05:10            | 31.                | 35:00       | 35.         | 1:59:12,20 | 36.        |

## Úszás
Férfi
| Versenyző          | Versenyszám    | Előfutam | Előfutam | Előfutam | Elődöntő | Elődöntő | Elődöntő | Döntő   | Döntő    |
| Versenyző          | Versenyszám    | Idő      | Hely.    | Össz.    | Idő      | Hely.    | Össz.    | Idő     | Helyezés |
| ------------------ | -------------- | -------- | -------- | -------- | -------- | -------- | -------- | ------- | -------- |
| Luis Rojas         | 100 m gyors    | 49,69    | 2.       | 14.      | 49,85    | 8.       | 15.      | kiesett | kiesett  |
| Luis Rojas         | 100 m pillangó | 54,58    | 8.       | 36.      | kiesett  | kiesett  | kiesett  | kiesett | kiesett  |
| Albert Subirats    | 200 m gyors    | 1:53,11  | 2.       | 38.      | kiesett  | kiesett  | kiesett  | kiesett | kiesett  |
| Ricardo Monasterio | 400 m gyors    | 3:54,41  | 7.       | 23.      |          |          |          | kiesett | kiesett  |
| Ricardo Monasterio | 1500 m gyors   | 15:20,89 | 7.       | 15.      |          |          |          | kiesett | kiesett  |

Női
| Versenyző     | Versenyszám | Előfutam | Előfutam | Előfutam | Elődöntő | Elődöntő | Elődöntő | Döntő   | Döntő    |
| Versenyző     | Versenyszám | Idő      | Hely.    | Össz.    | Idő      | Hely.    | Össz.    | Idő     | Helyezés |
| ------------- | ----------- | -------- | -------- | -------- | -------- | -------- | -------- | ------- | -------- |
| Arlene Semeco | 50 m gyors  | 26,20    | 4.       | 27.      | kiesett  | kiesett  | kiesett  | kiesett | kiesett  |
| Arlene Semeco | 100 m gyors | 57,04    | 2.       | 29.      | kiesett  | kiesett  | kiesett  | kiesett | kiesett  |

## Vitorlázás
Férfi
| Versenyző           | Versenyszám     | Futam | Futam | Futam | Futam | Futam | Futam | Futam | Futam | Futam | Futam | Futam | Pontszám | Helyezés |
| Versenyző           | Versenyszám     | 1     | 2     | 3     | 4     | 5     | 6     | 7     | 8     | 9     | 10    | 11    | Pontszám | Helyezés |
| ------------------- | --------------- | ----- | ----- | ----- | ----- | ----- | ----- | ----- | ----- | ----- | ----- | ----- | -------- | -------- |
| Carlos Julio Flores | Szörfvitorlázás | 25    | 30    | 26    | 11    | 16    | 25    | 28    | 27    | 27    | 24    | 23    | 232      | 25.      |

## Vívás
Férfi
| Versenyző        | Versenyszám       | Selejtező                  | 32-es főtábla                 | Nyolcaddöntő            | Negyeddöntő                  | Elődöntő          | Bronz- mérkőzés   | Döntő             | Helyezés |
| Versenyző        | Versenyszám       | Ellenfél Eredmény          | Ellenfél Eredmény             | Ellenfél Eredmény       | Ellenfél Eredmény            | Ellenfél Eredmény | Ellenfél Eredmény | Ellenfél Eredmény | Helyezés |
| ---------------- | ----------------- | -------------------------- | ----------------------------- | ----------------------- | ---------------------------- | ----------------- | ----------------- | ----------------- | -------- |
| Carlos Rodríguez | Tőr, egyéni       | Mostafa Anwar (EGY) · 15-7 | Salvatore Sanzo (ITA) · 7-15  | kiesett                 | kiesett                      | kiesett           | kiesett           | kiesett           | 31.      |
| Silvio Fernández | Párbajtőr, egyéni |                            | Hszie Jung-csün (CHN) · 15-13 | Csao Kang (CHN) · 15-12 | Marcel Fischer (SUI) · 13-15 | kiesett           | kiesett           | kiesett           | 6.       |

Női
| Versenyző         | Versenyszám  | 32-es főtábla             | Nyolcaddöntő                   | Negyeddöntő       | Elődöntő          | Bronz- mérkőzés   | Döntő             | Helyezés |
| Versenyző         | Versenyszám  | Ellenfél Eredmény         | Ellenfél Eredmény              | Ellenfél Eredmény | Ellenfél Eredmény | Ellenfél Eredmény | Ellenfél Eredmény | Helyezés |
| ----------------- | ------------ | ------------------------- | ------------------------------ | ----------------- | ----------------- | ----------------- | ----------------- | -------- |
| Mariana González  | Tőr, egyéni  | Erinn Smart (USA) · 14-12 | Valentina Vezzali (ITA) · 4-15 | kiesett           | kiesett           | kiesett           | kiesett           | 16.      |
| Alejandra Benitez | Kard, egyéni | Csang Jing (CHN) · 9-15   | kiesett                        | kiesett           | kiesett           | kiesett           | kiesett           | 20.      |